# Verbotene sowjetische Filme in der DDR
Verbotene sowjetische Filme in der DDR gab es 1988. Sie waren eine Ungewöhnlichkeit der DDR-Kulturpolitik und führten zu einem großen Unmut in weiten Teilen der Bevölkerung.

## Vorgeschichte
In der DDR wurden  alle wichtigen sowjetischen  Filme gezeigt, die dort zugelassen waren.
Seit 1972 gab es außerdem das Festival des sowjetischen Films in der DDR, jeweils Ende Oktober und Anfang November. Es fand  zuerst in Ost-Berlin statt, dann in einigen weiteren Städten, wie Potsdam, Leipzig und  Cottbus. Das Zuschauerinteresse daran war aber meist nur gering.
Seit 1986 wurden auch einige   kritischere sowjetische Filme gezeigt, die durch Glasnost möglich geworden waren, wie  
Geh und sieh von Elem Klimow.
Beim XVI. Festival des sowjetischen Films 1987 wurden   unter anderem  Briefe eines toten Mannes,  Abschied von Matjora, Es ist nicht leicht, jung zu sein und Die Vogelscheuche   aufgeführt, die ein großes Zuschauerinteresse hervorriefen. Nur der  mehrfach ausgezeichnete Film Die Reue von Tengis Abuladse von 1984/87 wurde von den DDR-Verantwortlichen verweigert. Nachdem ihn das ZDF den DDR-Zuschauern doch gezeigt hatte, wurde er im Neuen Deutschland und in der Jungen Welt scharf kritisiert.

## Verbotene Filme 1988

### Festivalablauf
Schon in der Vorbereitung des  XVII. Festivals des sowjetischen Films vom 27. Oktober bis 3. November 1988 gab es einige Einschränkungen. So wurde der ursprünglich geplante Eröffnungsfilm  nicht gezeigt und bei einigen Vorstellungen  gab es keine Karten für „normale“ Besucher. Die sieben Filme wurden aber ansonsten regulär in Ost-Berlin gezeigt, einige wieder mit einem großen Besucherinteresse. Danach kamen sie  in weitere Städte der DDR, aber im Bezirk Cottbus zum Beispiel nicht alle.

### Verbote
Am 22. November 1988 erklärte   die Hauptverwaltung Film im Kulturministerium intern, dass fünf Filme ab sofort nicht mehr gezeigt werden dürften.
Dieses waren:
- Die Kommissarin von Alexander Askoldow, 1967 entstanden, gleich verboten, 1988 erstmals beim Moskauer Filmfestival gezeigt, dann auf der Berlinale mit dem Silbernen Bären ausgezeichnet, auf weiteren Festivals mit mehreren Preisen
- Das Thema von Gleb Panfilow, 1979 entstanden, zuerst in einer stark zensierten Fassung gezeigt, 1988 in der vollständigen Fassung auf der Berlinale mit dem Goldenen Bären ausgezeichnet
- ... und morgen war Krieg, von Juri Kara, 1987, mehrere internationale Preise, darunter in Mannheim
- Der kalte Sommer des Jahres 53, von Alexander Proschkin, 1987, mehrere internationale Preise
- Spiele für Schulkinder, von Leida Laius und Arvo Iho, 1986, mehrere internationale Preise, darunter UNESCO-Preis bei der Berlinale

Es gab Anweisungen an die Kinos,  stattdessen andere Filme zu zeigen. Offizielle Bekanntmachungen in Zeitungen gab es nicht.
Die Verbote gingen wohl auf Initiative von Margot Honecker und einige SED-Bezirkschefs zurück.

### Reaktionen
Die Reaktionen in der DDR waren sehr erregt, da am Tag zuvor bereits die sowjetische Zeitschrift Sputnik faktisch verboten worden war. Es gab einige kleinere Proteste, die aber kaum bekannt wurden, bis hin zu einer Aufforderung zum   Film-Boykott in den Kinos. Diese Verbote führten in  weiten Teilen der Bevölkerung zu einer  Verstärkung des Unmuts, da nun nicht mal mehr die Werke des sowjetischen Bruders gezeigt werden durften, die doch zu Zeiten, als sie langweilig waren, so hoch gelobt wurden. Auch bei vielen SED-Mitgliedern wuchs die Unzufriedenheit. 

### Wiederzulassung im November 1989
Am 3. November 1989, einen Tag vor der geplanten großen Demonstration auf dem Alexanderplatz, erklärte „Filmminister“ Horst Pehnert (Leiter der Hauptverwaltung Film im Ministerium für Kultur), dass alle fünf Filme wieder gezeigt werden können. "Mit Beginn dieses Monats sind alle im vergangenen Herbst aus den Kinos der DDR genommenen sowjetischen Filme wieder dem Publikum zugänglich."